# Antonio Carlos Borges-Cunha
Antonio Carlos Borges-Cunha (Bom Jesus, 1952) é um compositor e maestro brasileiro, professor do Departamento de Música da Universidade Federal do Rio Grande do Sul e um dos fundadores do programa de Mestrado e Doutorado em Composição Musical. Sua música tem sido apresentada em países das Américas e Europa e objeto de pesquisas acadêmicas. Recebeu prêmios por suas composições e por sua atuação com regente de orquestra e como pesquisador.
Borges-Cunha recebeu o título de Mestre em Música - com Academic Honors and Distinction in Performance – pelo New England Conservatory, Boston, EUA. É Doutor em Música pela Universidade da Califórnia, San Diego. No Brasil seus principais professores foram: Hans-Joachim Koellreutter e Armando Albuquerque (composição), Arlindo Teixeira (regência), Milton Masciadri (contrabaixo). Nos Estados Unidos estudou com Robert Cogan, Roger Reynolds, Brian Ferneyhough, Harvey Sollberger (composição), Pascal Verot (regência).
Sua pesquisa de doutorado (1991 – 1995) — orientada por Roger Reynolds — teve grande impacto na solidificação do conteúdo expressivo e do estilo peculiar de sua música, incluindo a projeção simultânea de qualidades temporais divergentes e complementares: linearidade e não-linearidade. Ancient Rhythm (para cordas, clarinetes e percussão) e Pedra Mística (para orquestra sinfônica, solistas vocais e coro) ilustram esta fase de sua produção composicional, caracterizada por jogos de tensões onde as sonoridades direcionam sua música para territórios ritualísticos. Harvey Sollberger escreveu: “Sinto que sua música não poderia ter sido escrita por ninguém que tivesse sido criado na Europa ou na América do Norte". 
A integração de valores estéticos — aparentemente antagônicos — e a realização de diálogos entre música, poesia e artes visuais são características de seu trabalho autoral. Em InstalaSom (1989) – criação colaborativa com a artista visual Maia Mena Barreto - a cultura ocidental vai ao encontro da cultura primitiva, integrando instrumentos musicais europeus com instrumentos da música dos índios brasileiros. Celso Loureiro Chaves escreveu: “InstalaSom resume-se como uma evocação abstrata da natureza, com paisagens idílicas mas que escondem angústia e tensão”.
Suas composições recentes revelam um aprofundamento do conteúdo expressivo por meio da valorização de sonoridades sutis e economia de gestos. Noturno para Piano e Orquestra (2018) e Tempo e Memória (2015) exemplificam a natureza de sua música atual, buscando expressar seu desejo de paz, serenidade, foco, beleza, sublimação. 

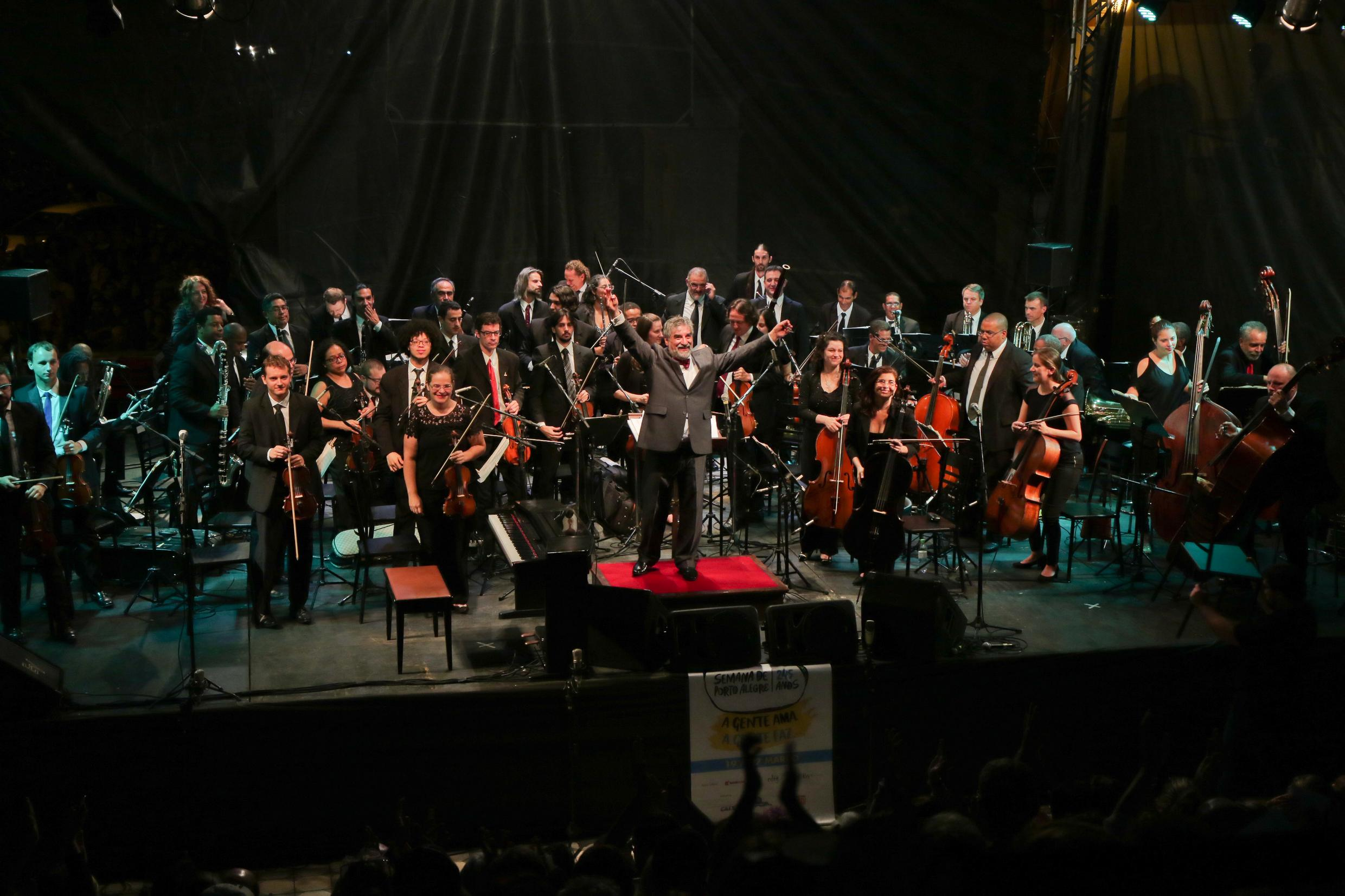
Borges-Cunha à frente da Orquestra Theatro São Pedro em concerto na Basílica de Nossa Senhora das Dores em 2017

Como regente e diretor artístico, Borges-Cunha tem contribuído para a atualização do repertório orquestral, integrando o repertório histórico com diferentes tendências estéticas da música atual, incluindo encomendas e estreias de obras, produção de óperas e ballets. 
Atuou como diretor artístico e regente titular da Orquestra Theatro São Pedro (Porto Alegre) de 2004 até 2017 e da Orquestra Sesi/Fundarte de 1996 até 2013. Contribuiu também como diretor artístico do ENCOMPOR / Encontro de Compositores Latino-Americanos, do Festival de Música de Montenegro e da programação musical do XIV Encontro da ANPPOM. Tem atuado como regente da Orquestra Jovem Recanto Maestro e como maestro convidado de diversas orquestras.
Recebeu duas vezes o Prêmio FUNARTE de Composição Musical do Ministério da Cultura e o Prêmio Açorianos de Música da Secretaria Municipal da Cultura de Porto Alegre.Foi homenageado pela Assembleia Legislativa do Rio Grande do Sul com a Medalha do Mérito Farroupilha por sua contribuição para o desenvolvimento cultural do estado. Em 2016, recebeu o Diploma Mérito Cultural de Secretaria Municipal da Cultura de Porto Alegre.  Como orientador de pesquisa, recebeu Menção Honrosa no Prêmio CAPES de Tese – Edição 2019.